# Casa al carrer Lladó (Vilanant)
La Casa al carrer Lladó és una obra de Vilanant (Alt Empordà) inclosa a l'Inventari del Patrimoni Arquitectònic de Catalunya.

## Descripció
Casa entre mitgeres situada al centre del poble, a pocs metres de l'església de Sta. Maria.És una casa que destaca per la porta en arc de mig punt amb gran dovellatge, així com pel relleu de la dovella central amb la data 1552. Descansant sobre la porta veiem una finestra d'arc de mig punt de grans dimensions, feta amb carreus ben tallats a la zona de l'arc però més irregulars a la part inferior. Al pis inferior trobem encara una altra obertura que cal esmentar per la seva llinda a on apareix en relleu la data 1751 i a la que podem distingir el nom MARIA, i una creu encerclada al centre.